# Hecalapona bulba
Hecalapona bulba är en insektsart som beskrevs av Delong 1976. Hecalapona bulba ingår i släktet Hecalapona och familjen dvärgstritar. Inga underarter finns listade i Catalogue of Life.